# Маланкин, Владимир Андреевич
Владимир Андреевич Маланкин (4 мая 1929 — 21 марта 1978) — советский театральный режиссёр, педагог. Заслуженный деятель искусств БССР (1977).

## Биография
Отец, полковник Андрей Илларионович Маланкин (род. 1896), в годы войны был заместителем командира 42-го стрелкового корпуса по тылу. Награждён орденом Ленина, двумя орденами Красного Знамени и Красной Звезды, медалью «XX лет РККА».
Окончил Белорусский театрально-художественный институт в 1952 (курс народного артиста БССР Д. А. Орлова), по специальности актёр театра и кино и был зачислен актёром в труппу Государственного русского драматического театра БССР имени М.Горького.
В 1954 году поступил в Государственный институт искусств в Москве (курс народного артиста СССР А. А. Попова), по специальности режиссёр драматического театра, который окончил в 1959 году.
С 1959 по 1962 год работал в Латвийском театре юного зрителя в Риге.
С 1962 по 1964 и с 1971 по 1978 гг — режиссёр Государственного русского драматического театра БССР имени М.Горького. В 1965—1967 гг. — главный режиссёр Белорусского республиканского театра юного зрителя. Одновременно с 1962 года преподавал в Белорусском театрально-художественном институте (с 1967 по 1971 г. — заведующий кафедрой актёрского мастерства и режиссуры).

## Поставленные спектакли
В Рижском ТЮЗе:
- 1959 — «Чёртова мельница» Исидора Штока по пьесе Яна Дрды

В Государственном русском драматическом театре БССР имени М. Горького:
- 1963 — «Ленинградский проспект» И. Штока
- «Филумена Мартурано» Э. де Филиппо
- 1964 — «Нашествие» Л. Леонова
- 1965 — «Куда идёшь, Сергей?» А. Мовзона
- 1971 — «Дети Ванюшина» С.Найденова
- 1973 — «Восхождение на Фудзияму» Ч. Айтматова и К. Мухамеджанова
- 1974 — «Единственный наследник» Ж.-Ф. Реньяра
- 1977 — «Последние» М. Горького (совместно с Б. Луценко)
- 1978 — «Мольер» М. Булгакова (1978)